# Thomas Ulen
Thomas Shahan Ulen (* 11. April 1946) ist ein US-amerikanischer Rechts- und  Wirtschaftswissenschaftler.

## Werdegang, Forschung und Lehre
Ulen studierte zunächst am Dartmouth College, wo er mit einem Bachelor of Arts abschloss. Anschließend wechselte er auf das St Catharine’s College nach Oxford, wo er einen Mastergrad erhielt. An der Stanford University erhielt er einen Ph.D. in Wirtschaftswissenschaften. Ulen unterhält eine Professur an der University of Illinois und ist Direktor des Illinois Program in Law and Economics.
Im Mittelpunkt von Forschung und Lehre Ulens stehen verschiedene Aspekte im Zwischenbereich von ökonomischen Analysen und Zivilrecht. Dabei geht seine Bandbreite von allgemeinen Fragestellungen zu rechtsökonomischem Denken bis zu Spezialfragen des öffentlichen Rechtes. Zusammen mit Robert Cooter verfasste er das Buch Law and Economics, das im amerikanischen Raum zum Standardwerk und in verschiedene Sprachen übersetzt wurde. In seinem 2002 veröffentlichten Aufsatz A Nobel Prize in Legal Science formulierte Ulen – ausgehend von einem fiktiven Nobelpreis für Rechtswissenschaften als Leitlinie – eine Standortbestimmung der Ausbildung und Forschung in Rechtswissenschaften.